# Geoff Lees
Geoffrey T. Lees (ur. 1 maja 1951 w Hurley Common) – były brytyjski kierowca wyścigowy. Mistrz Formuły 2 z 1981 roku oraz Japońskiej Formuły 2 z 1983 roku.

## Życiorys
Lees wychował się w miejscowości położonej 10 kilometrów od toru Mallory Park. W wieku 15 lat opuścił szkołę i został uczniem mechanika w lokalnym warsztacie. Pierwszym samochodem, jaki sobie zakupił, był Lotus 23B. W tym czasie spotkał się także z Grahamem Hillem, testującym Jaguara E-type na torze Mallory Park.
W 1971 roku Lees zadebiutował w Brytyjskiej Formule Ford 1600 i zdobył czwarte miejsce w klasyfikacji generalnej, wygrywając między innymi zawody na Mallory Park. W 1972 roku, z powodu braku pieniędzy, ścigał się tylko na Silverstone, a rok później w ogóle nie startował. Do ścigania powrócił w 1974 roku, kiedy to zakupił Royale RP16. Był wówczas drugi w klasyfikacji. Rok później, dysponując wsparciem Royale oraz modelem RP21, zdobył tytuły w trzech różnych kategoriach, którymi były Festiwal Formuły Ford, Formuła Ford 1600 BDRC oraz Formuła Ford 1600 BRSCC. Z 40 startów Lees wygrał w tym roku 32 wyścigi.
W latach 1976–1977 ścigał się Chevronem, zdobywając trzecie miejsce w klasyfikacji mistrzostw Shell Sport oraz Formula 3 Britain BP w 1976 roku.
W roku 1978 Lees był kierowcą w Brytyjskiej Formule 1 i z jednym zwycięstwem zajął w tej serii piąte miejsce. W tym samym roku zadebiutował w Formule 2 i Formule 1, gdzie jednak Ensigniem N175 nie zdołał zakwalifikować się do Grand Prix Wielkiej Brytanii.
W 1979 roku ścigał się Lolą T333CS w serii Can-Am. Wziął także udział w Grand Prix Niemiec Formuły 1, gdzie, zastępując chorego Jeana-Pierre'a Jariera w Tyrrellu, był siódmy. W listopadzie wygrał Grand Prix Makau.
W 1980 roku Lees zastąpił Stefana Johanssona w zespole Formuły 1, Shadow. Jednakże modele DN11 i DN12 były nieudane i na pięć prób Lees zdołał zakwalifikować się tylko raz. Przed Grand Prix Holandii otrzymał ofertę od zespołu Ensign, którą zaakceptował, jednak samochód także był nieudany. W Holandii zakwalifikował się przed Janem Lammersem, ale nie ukończył wyścigu. Do Grand Prix Włoch Lees się nie zakwalifikował. W tym sezonie ścigał się jeszcze Williamsem FW07B dla RAM Racing w Grand Prix Stanów Zjednoczonych, ale był wówczas chory na grypę i ponownie się nie zakwalifikował.
Pod koniec roku po raz drugi z rzędu wygrał Grand Prix Makau, startując z pole position.
W 1981 roku Lees otrzymał ofertę fabrycznego zespołu Ralt, który wystawiał zaprojektowany przez Rona Tauranaka model RH6. Ralt oferował Leesowi pełny sezon w Formule 2. We wczesnej części sezonu silnik Honda był dosyć zawodny, ponadto zużywał dużo paliwa. Zmiana wtrysku paliwa i przeprojektowanie samochodu poprawiły wyniki i Lees wygrał mistrzostwa z czternastopunktową przewagą nad Thierrym Boutsenem.
Tytuł zdobyty przez Brytyjczyka spowodował, że nie mógł on rywalizować już w Formule 2. Lees miał nadzieję, że Honda wystawi swój zespół w Formule 1, ale japoński producent oświadczył, że na pewno przed 1983 rokiem Honda nie będzie ścigać się w Formule 1. Lees w 1982 roku wziął udział w dwóch Grand Prix, w Theodore i Lotusie.
Po 1982 roku Lees postanowił ścigać się w Japonii. Brytyjczyk zdobył tytuł mistrza Japońskiej Formuły 2 w 1983 roku, a rok później został wicemistrzem serii. W Japonii ścigał się również prototypami sportowymi – do 1992 roku. Kilkakrotnie brał udział także w wyścigu 24h Le Mans. Karierę wyścigową zakończył w 2002 roku. Po jej zakończeniu rozpoczął prowadzenie własnej działalności.

## Wyniki w Formule 1
| Legenda oznaczeń w tabelach wyników Wyświetl szablon na nowej stronie | Legenda oznaczeń w tabelach wyników Wyświetl szablon na nowej stronie                                                                     |
| Oznaczenie                                                            | Wyjaśnienie |
| --------------------------------------------------------------------- | --- |
| Złoty                                                                 | Zwycięzca lub mistrzostwo |
| Srebrny                                                               | 2. miejsce lub wicemistrzostwo |
| Brązowy                                                               | 3. miejsce lub II wicemistrzostwo |
| Zielony                                                               | Ukończył, punktował (w klasyfikacji generalnej, gdy zdobył co najmniej jeden punkt na przestrzeni sezonu, poza trzema powyższymi opcjami) |
| Niebieski                                                             | Ukończył, nie punktował (w klasyfikacji generalnej, gdy nie zdobył co najmniej jednego punktu na przestrzeni sezonu)                      |
| Czerwony                                                              | Nie zakwalifikował się (NZ) |
| Czerwony                                                              | Nie prekwalifikował się (NPK) |
| Różowy                                                                | Nie ukończył (NU) |
| Różowy                                                                | Niesklasyfikowany (NS) (w klasyfikacji generalnej, gdy nie został sklasyfikowany w żadnym wyścigu sezonu)                                 |
| Czarny                                                                | Zdyskwalifikowany (DK) |
| Czarny                                                                | Wykluczony (WYK/EX) |
| Biały                                                                 | Nie wystartował (NW) |
| Biały                                                                 | Kontuzjowany (K/INJ) |
| Biały                                                                 | Wyścig odwołany (OD/C) |
| Bez koloru                                                            | Został wycofany (WYC/WD) |
| Bez koloru                                                            | Nie przybył (NP/DNA) |
| Bez koloru                                                            | Nie brał udziału w treningach (NT/DNP) |
| Bez koloru                                                            | Nie został zgłoszony (–) |
| Pogrubienie                                                           | Start z pole position |
| Kursywa                                                               | Najszybsze okrążenie wyścigu |
| †                                                                     | Nie ukończył, ale jego rezultat został zaliczony ze względu na przejechanie więcej niż 90% dystansu wyścigu.                              |
| *                                                                     | Sezon w trakcie |
| 1/2/3                                                                 | Punktowana pozycja w sprincie kwalifikacyjnym                                                                                             |
| Lista systemów punktacji Formuły 1                                    | |

| Rok  | Zespół                            | Samochód       | Silnik  | Wyniki w poszczególnych eliminacjach | Wyniki w poszczególnych eliminacjach | Wyniki w poszczególnych eliminacjach | Wyniki w poszczególnych eliminacjach | Wyniki w poszczególnych eliminacjach | Wyniki w poszczególnych eliminacjach | Wyniki w poszczególnych eliminacjach | Wyniki w poszczególnych eliminacjach | Wyniki w poszczególnych eliminacjach | Wyniki w poszczególnych eliminacjach | Wyniki w poszczególnych eliminacjach | Wyniki w poszczególnych eliminacjach | Wyniki w poszczególnych eliminacjach | Wyniki w poszczególnych eliminacjach | Wyniki w poszczególnych eliminacjach | Wyniki w poszczególnych eliminacjach | Pkt. | Msc. |
| ---- | --------------------------------- | -------------- | ------- | ------------------------------------ | ------------------------------------ | ------------------------------------ | ------------------------------------ | ------------------------------------ | ------------------------------------ | ------------------------------------ | ------------------------------------ | ------------------------------------ | ------------------------------------ | ------------------------------------ | ------------------------------------ | ------------------------------------ | ------------------------------------ | ------------------------------------ | ------------------------------------ | ---- | ---- |
| 1978 | Mario Deliotti Racing             | Ensign N175    | Ford V8 | ARG -                                | BRA -                                | ZAF -                                | USW -                                | MCO -                                | BEL -                                | ESP -                                | SWE -                                | FRA -                                | GBR NZ                               | DEU -                                | AUT -                                | NLD -                                | ITA -                                | USA -                                | CND -                                | 0    | NS   |
| 1979 | Candy Tyrrell Team                | Tyrrell 009    | Ford V8 | ARG -                                | BRA -                                | ZAF -                                | USW -                                | ESP -                                | BEL -                                | MCO -                                | FRA -                                | GBR -                                | DEU 7                                | AUT -                                | NLD -                                | ITA -                                | CND -                                | USA -                                |                                      | 0    | 24   |
| 1980 | Shadow Cars                       | Shadow DN11    | Ford V8 | ARG -                                | BRA -                                | ZAF 13                               | USW NZ                               |                                      |                                      |                                      |                                      |                                      |                                      |                                      |                                      |                                      |                                      |                                      |                                      | 0    | 28   |
| 1980 | Shadow Cars                       | Shadow DN12    | Ford V8 |                                      |                                      |                                      |                                      | BEL NZ                               | MCO NZ                               | FRA NZ                               | GBR -                                | DEU -                                | AUT -                                |                                      |                                      |                                      |                                      |                                      |                                      | 0    | 28   |
| 1980 | Unipart Racing Team               | Ensign N180    | Ford V8 |                                      |                                      |                                      |                                      |                                      |                                      |                                      |                                      |                                      |                                      | NLD NU                               | ITA NZ                               | CND -                                |                                      |                                      |                                      | 0    | 28   |
| 1980 | RAM/Theodore/Rainbow Jeans Racing | Williams FW07B | Ford V8 |                                      |                                      |                                      |                                      |                                      |                                      |                                      |                                      |                                      |                                      |                                      |                                      |                                      | USA NZ                               |                                      |                                      | 0    | 28   |
| 1982 | Theodore Racing Team              | Theodore TY02  | Ford V8 | ZAF -                                | BRA -                                | USW -                                | SMR -                                | BEL -                                | MCO -                                | USE -                                | CND NU                               | NLD -                                | GBR -                                |                                      |                                      |                                      |                                      |                                      |                                      | 0    | 34   |
| 1982 | John Player Team Lotus            | Lotus 91       | Ford V8 |                                      |                                      |                                      |                                      |                                      |                                      |                                      |                                      |                                      |                                      | FRA 12                               | DEU -                                | AUT -                                | CHE -                                | ITA -                                | LVG -                                | 0    | 34   |